# Narod (mjesečnik, Zagreb)
Narod je bio hrvatski katolički mjesečni list iz Zagreba, glasilo za demografsku obnovu i duhovni preporod, te domoljubni i državotvorni odgoj Hrvata.

## Povijest
Počele su izlaziti 1995. godine. Prvotno su izlazile kao dvotjednik, a nakon druge godine su prešle na mjesečni ritam izlaženja.
Uređivao ih je don Anto Baković. Izdavač je bio Hrvatski populacijski pokret.

## Vanjske poveznice
Mrežna mjesta
- Hrsvijet.net Anto Baković - Živi svjedok hrvatske istine!, 7. srpnja 2011.
- Hrvatska kulturna zajednica u Švicarskoj Čestitka uz 200. broj Naroda